# Barcelona Dragons

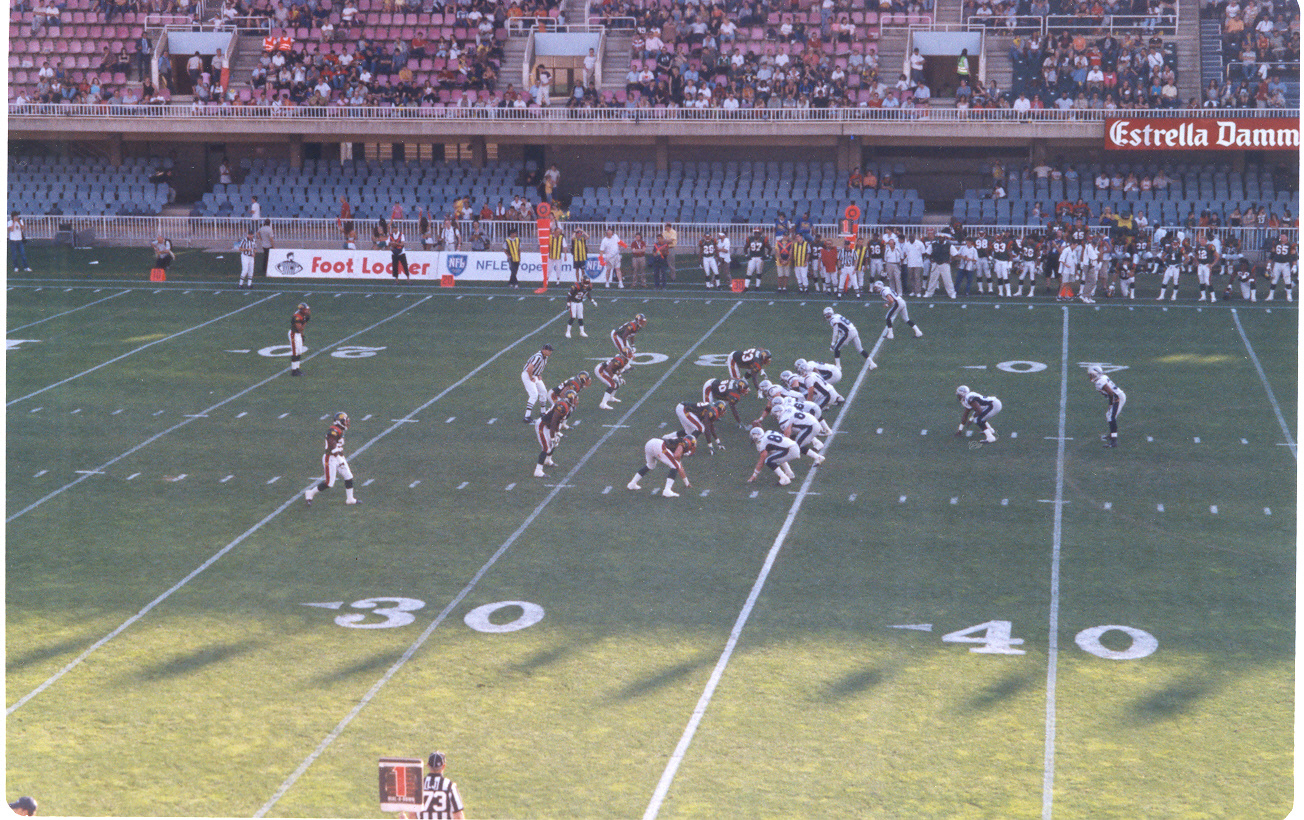
Mecz Barcelona Dragons na Mini Estadi

Barcelona Dragons – zespół futbolu amerykańskiego grający w World League of American Football, a potem NFL Europa. Drużyna początkowo grała na Stadionie Olimpijskim Montjuïc, a następnie na Mini Estadi. Zespół Barcelona Dragons czterokrotnie (1991, 1997, 1999 i 2001) dotarł do rozgrywek World Bowl, wygrywając je w 1997 roku. W 2002 roku drużyna została częścią klubu FC Barcelona i występowała jako FC Barcelona Dragons. Z powodów finansowych po sezonie 2003 zespół został rozwiązany, a jego miejsce zajęło Cologne Centurions.
Przez cały okres istnienia klubu, jego trenerem był „Cowboy” (El Caballero) Jack Bicknell.